# Nelumbo lutea
La especie Nelumbo lutea Willd., 1799 es una de las dos pertenecientes al género Nelumbo Adans., 1763. Recibe el nombre vulgar de loto americano. El término específico hace referencia al color amarillo de sus flores (latín: luteus, -a, -um).

## Descripción
- Hierba acuática.
- Hojas flotantes o emergentes, peltadas, glaucas, de limbo orbicular, de hasta 60 cm de diámetro, de borde entero; peciolo sin acúleos, 90-200 cm de largo.
- Flores de 10-25 cm de diámetro, amarillas, olorosas, con pétalos cóncavos, llegando a la misma altura de las hojas, anteras de 1-2 cm; pedúnculos sin acúleos.
- Frutos complejos formados por un receptáculo subgloboso, de hasta 1 dm de diámetro, de lados estriados, con el ápice truncado y plano, y las núculas insertas en fosetas en él. Núculas 10-16 × 8-13 mm, usualmente menos de 1,25 veces tan largas como anchas.
- Número cromosómico: 2n = 16.

## Ecología
Planta propia de pantanos y zonas encharcadas, estanques, lagos y lagunas, y partes poco profundas de embalses, entre el nivel del mar y los 400 m s. n. m., en zonas de clima templado a cálido. A veces presenta un comportamiento agresivo, convirtiéndose en una mala hierba difícil de erradicar. Florece a finales de primavera y principios del verano.

## Usos
Tiene un uso extendido en jardinería para cubrimiento de superficies de agua. El cultivar 'Flavescens' produce muchas más flores de lo normal, pero más pequeñas y de color más intenso, y las hojas tienen el centro rojizo, siendo muy apreciado por su vistosidad. Los rizomas y semillas se comen tostadas o cocidas y eran un elemento de la alimentación de los indígenas americanos. Resiste bastante bien el frío.

## Sinónimos
- Nymphaea pentapetala Walter, 1788, nom. rej.
- Nymphaea reniformis Walter, 1788, nom. rej.
- Cyamus flavicomus Salisb., 1805.
- Cyamus mysticus Salisb., 1805.
- Nelumbium codophyllum Raf., 1817.
- Nelumbium jamaicense DC., 1821.

## Distribución
La especie se distribuye naturalmente por el sudeste de Canadá, este y centro de Estados Unidos, México, Honduras, Colombia, Cuba, Jamaica y La Española (Haití y República Dominicana). Se presenta introducida en otras áreas.